# Ezequiel Paraguassu
Ezequiel Dutra Paraguassu (4 de noviembre de 1963) es un deportista brasileño que compitió en judo y en las artes marciales mixtas (MMA).

## Trayectoria en yudo
Participó en dos Juegos Olímpicos de Verano en los años 1988 y 1992, su mejor actuación fue un decimoctavo puesto logrado en Barcelona 1992 en la categoría de –78 kg. Ganó dos medallas en el Campeonato Panamericano de Judo en los años 1990 y 1992.
| Campeonato Panamericano | Campeonato Panamericano | Campeonato Panamericano | Campeonato Panamericano |
| Año                     | Lugar                   | Medalla                 | Categoría               |
| ----------------------- | ----------------------- | ----------------------- | ----------------------- |
| 1990                    | Caracas (Venezuela)     | Medalla de oro          | –78 kg                  |
| 1992                    | Hamilton (Canadá)       | Medalla de plata        | –78 kg                  |

## Trayectoria en artes marciales mixtas
Aprendiz de Georges Mehdi, es conocido en el mundo de las artes marciales mixtas (MMA) por dar a conocer la técnica de judo que lleva su nombre, la Ezequiel choke o sode-guruma-jime. Paraguassu la utilizaría por primera vez en este contexto al visitar la escuela de jiu-jitsu brasileño de Carlson Gracie, donde después de verse incapaz de superar las guardias de sus oponentes optó por someterles desde dentro de ellas con este movimiento. Los practicantes del arte la adoptaron al comprobar de primera mano su eficacia, renombrándola así en honor de Ezequiel, el cual no llegaría a descubrir esto hasta 2007.